# Santo Adrião (Armamar)
Santo Adrião is een plaats (freguesia) in de Portugese gemeente Armamar en telt 145 inwoners (2001).